# Тригузи
Трыгузі (біл. вёска Тригузи) — село в складі Вілейського району Мінської області, Білорусь. Село підпорядковане В'язинській сільській раді, розташоване в північній частині області.